# Santo Tomé de Zabarcos
Santo Tomé de Zabarcos község Spanyolországban, Ávila tartományban. Santo Tomé de Zabarcos Villaflor, Brabos, Sigeres, Muñogrande és San Pedro del Arroyo községekkel határos. Lakosainak száma 71 fő (2024).

## Népesség
A település népessége az utóbbi években az alábbiak szerint változott:
| Lakosok száma | 112  | 104  | 100  | 86   | 96   | 72   | 69   | 65   | 69   | 71   |
|               | 2001 | 2004 | 2006 | 2009 | 2011 | 2014 | 2016 | 2019 | 2021 | 2024 |